# Marcos Roberto Silveira Reis
Marcos Roberto Silveira Reis (* 4. August 1973 in Oriente, São Paulo), besser bekannt als Marcos, ist ein ehemaliger brasilianischer Fußballtorhüter.

## Karriere

### Verein
Marcos spielte von 1992 bis 2011 für SE Palmeiras. Mit dem Verein wurde er 1993 und 1994 brasilianischer Meister, 1998 Pokalsieger. Ein Jahr später stand er mit der von Luiz Felipe Scolari trainierten Mannschaft im Finale der Copa Libertadores gegen Deportivo Cali. Das Spiel wurde im Elfmeterschießen gewonnen.
Nach fast 20 Jahren und 530 Spielen für SE Palmeiras beendete er seine Karriere vor Beginn der neuen Saison am 4. Januar 2012.

### Nationalmannschaft
Marcos war zwischen 1996 und 2005 brasilianischer Nationalspieler. Er hütete 29 Mal das Tor der Landesauswahl, unter anderem bei der Copa América 1999, der Weltmeisterschaft 2002 und dem Konföderationen-Pokal 2005. Bei der WM 2002 wurde er Weltmeister und musste in sieben Spielen nur vier Gegentreffer hinnehmen.

## Erfolge

### Verein
- Copa Libertadores: 1999
- Brasilianischer Pokal: 1998
- Copa Mercosur: 1998
- Brasilianischer Meister: 1993, 1994
- Série B: 2003
- Torneio Rio-São Paulo: 1993, 2000
- Copa dos Campeões: 2000
- Staatsmeisterschaft von São Paulo: 1993, 1994, 1996, 2008

### Nationalmannschaft
- U-20-Fußball-Südamerikameisterschaft: 1992
- Weltmeister: 2002
- Copa América: 1999
- Konföderationen-Pokal: 2005

### Auszeichnungen
- Copa Libertadores Most Valuable Player: 1999
- Copa Libertadores Bester Torhüter: 1999
- Copa Libertadores Most Valuable Player (Finale): 1999
- Copa Libertadores Bester Newcomer: 1999
- Staatsmeisterschaft von São Paulo Bester Torhüter: 1999, 2003, 2008
- Copa Mercosur Bester Torhüter: 1999
- Torneio Rio-São Paulo Bester Torhüter: 2000
- Lateinamerika Torhüter des Jahres: 1999, 2002
- Troféu Mesa Redonda für den besten Torhüter der Brasilianischen Meisterschaft: 2008, 2009